# Emery d'Amboise
Emery d'Amboise (1434 - 13 november 1512) was vanaf 1503 tot aan zijn dood de 41ste grootmeester van de Orde van Sint-Jan van Jeruzalem. Hij volgde in 1503 Pierre d'Aubusson op.
D'Amboise was een lid van het huis Amboise, hij was een oudere broer van Georges d'Amboise, kardinaal en eerste minister van Lodewijk XII van Frankrijk. Zijn neef Frans van Amboise was grootmeester van de Orde van Sint-Lazarus. Onder de leiding van Emery d'Amboise behaalde de Orde van Malta in 1510 in een zeeslag bij Montenegro een overwinning op de Egyptische sultan. Hij stierf in 1512 en werd opgevolgd door Guy de Blanchefort.